# جوني ثيو
جون ثيو ، من مواليد 2 سبتمبر 1944، لاعب كرة قدم بلجيكي سابق.
لعب مع منتخب بلجيكا لكرة القدم.
توفي في 4 أغسطس 2008.

## روابط خارجية
- جوني ثيو على موقع الاتحاد الأوربي (الإنجليزية)
- جوني ثيو على موقع الاتحاد البلجيكي (الإنجليزية)
- جوني ثيو على موقع قاعدة بيانات كرة القدم.إي يو (الإنجليزية)
- جوني ثيو على موقع ناشيونال فوتبول تيمز (الإنجليزية)
- جوني ثيو على موقع عالم كرة القدم.نت (الإنجليزية)